# 대한민국-리투아니아 관계
대한민국과 리투아니아는 1991년 10월 14일에 수교하였으며 대한민국의 151번째 외교 관계 수립국이다. 양국의 수교는 리투아니아의 수도인 빌뉴스에서 이루어졌다. 두 나라 모두 OECD 회원국이다.
리투아니아 정부는 2021년 11월에 대한민국 서울에 주한 리투아니아 대사관을 설립하였는데, 그 전까지는 중국 베이징에 있는 주중국 리투아니아 대사관, 일본 후쿠야마에 있는 주일본 리투아니아 영사관에서 대한민국 관련 외교 업무를 담당하였다. 2023년 7월 12일에 리투아니아 빌뉴스에서 열린 북대서양 조약 기구(NATO, 나토) 정상회의에 참석한 윤석열 대한민국 대통령은 기타나스 나우세다 리투아니아 대통령과 양자 회담 이후에 주리투아니아 대한민국 대사관을 설립하는 것에 합의하였는데, 그 전까지 대한민국 정부에서는 주폴란드 대한민국 대사관에서 리투아니아 관련 외교 업무를 담당했었다. 2024년 10월에 리투아니아 빌뉴스에 주리투아니아 대한민국 대사관이 정식 개관하였다.

## 관계의 발전
- 1991년 외교 관계 수립